# Mombarcaro

Piazza della Libertà sotto la neve, febbraio 2018.

Mombarcaro (Munbarché in piemontese) è un comune italiano di 263 abitanti della provincia di Cuneo in Piemonte.

## Geografia fisica
Il paese viene denominato la vetta delle Langhe in quanto la sua altitudine (896 m s.l.m.) è la più elevata tra tutti i comuni di quel territorio.

Una singolare particolarità del luogo consiste nel fatto che nelle giornate più terse, soprattutto dopo che ha soffiato il Maestrale, dal belvedere dietro l'abitato è possibile vedere il riverbero del mare, il tipico bagliore che il mare crea quando baciato dal sole; da qui il nome del paese "Mom - barcaro".
Dalla sua cima si può notare la vallata del Belbo, i monti Spinarda, Camulara e il colle del Melogno, gli Appennini Liguri e il colle di Cadibona. A ponente si scorgono il Bric Mindino, il Monte Antoroto, il Pizzo d'Ormea, il colle della Lombarda, il Chambeyron, il Monviso, il Cervino e il Monte Rosa.

## Storia

### Simboli
Lo stemma e il gonfalone del Comune di Mombarcaro sono stati concessi con decreto del presidente della Repubblica del 27 ottobre 2015.
(D.P.R. 27.10.2015 concessione di stemma e gonfalone)
Il gonfalone è un drappo partito di bianco e di azzurro.

## Monumenti e luoghi d'interesse
Sulla piazza dietro il paese, dove si trova anche il Monumento ai Caduti, è posto, come monumento, un aereo da caccia Fiat G.91.

## Società

### Evoluzione demografica
Abitanti censiti

## Amministrazione
Di seguito è presentata una tabella relativa alle amministrazioni che si sono succedute in questo comune.
| Periodo        | Periodo        | Primo cittadino | Partito                      | Carica  | Note  |
| -------------- | -------------- | --------------- | ---------------------------- | ------- | ----- |
| 2 luglio 1985  | 29 giugno 1990 | Silvio Barbiero | Democrazia Cristiana         | Sindaco | [ 6 ] |
| 29 giugno 1990 | 24 aprile 1995 | Silvio Barbiero | Democrazia Cristiana         | Sindaco | [ 6 ] |
| 24 aprile 1995 | 14 giugno 1999 | Silvio Barbiero | Partito Popolare Italiano    | Sindaco | [ 6 ] |
| 14 giugno 1999 | 14 giugno 2004 | Aldo Braida     | lista civica                 | Sindaco | [ 6 ] |
| 14 giugno 2004 | 8 giugno 2009  | Aldo Braida     | lista civica                 | Sindaco | [ 6 ] |
| 8 giugno 2009  | 26 maggio 2014 | Simone Aguzzi   | lista civica                 | Sindaco | [ 6 ] |
| 26 maggio 2014 | 27 maggio 2019 | Simone Aguzzi   | lista civica Stretta di mano | Sindaco | [ 6 ] |
| 27 maggio 2019 | in carica      | Simone Aguzzi   | lista civica Stretta di mano | Sindaco | [ 6 ] |

### Altre informazioni amministrative
Il comune faceva parte della comunità montana Alta Langa e Langa delle Valli Bormida e Uzzone.